# أي بني
أي بني هو كتاب من تأليف عبد العزيز بن عبد الله الخويطر وقد صدر على عدة أجزاء، ويعدّ تجميعا لمقالات الكاتب التي نُشرت في المجلة العربية. 

## المحتوى
يعتبر الكتاب بشكل عام، أو المقالات، سيرة ذاتية غير تقليدية، أي أنها تصف وتسرد مجريات البيئة المجتمعية المحيطة بالكاتب أكثر مما تسرد عن الكاتب نفسه. فيصف التحول وأحداثه من المجتمع القديم وصولاً للمجتمع المعاصر وترابط الحكايات يجعلها حكاية واحدة ذات تفاصيل مجزأة.